# Bathyraja lindbergi
Bathyraja lindbergi es una especie de pez de la familia de los Rajidae en el orden de los Rajiformes.

## Morfología
- Los machos pueden llegar a alcanzar los 60,7 cm de longitud total y las hembras 53.2.
- Número de vértebras: 113-117.[2]

## Reproducción
Es ovíparo y las hembras ponen huevos envueltos en una cápsula córnea.

## Hábitat
Es un pez marino de aguas profundas que vive entre 126 y 1193 m de profundidad.

## Distribución geográfica
Se encuentra desde Hokkaido (Japón) hasta el mar de Bering.

## Observaciones
Es inofensivo para los humanos.